# Johannes Nawrath
Johannes Nawrath (geboren am 6. Juli 1955 in Neheim-Hüsten/Sauerland) ist ein deutscher Maler und Grafiker.

## Biografie
Johannes Nawrath ist der Sohn der Buchhändler Heinz und Gisela Nawrath. Nach Abitur und Zivildienst studierte er von 1975 bis 1977 an der Philipps-Universität Marburg Kunstgeschichte, Germanistik und Geschichte und setzte sein Studium anschließend an der Universität Hamburg fort.
Seit 1981 lebt er in Hamburg und arbeitet als freier Grafiker; zu seinen Arbeiten zählen Plakate, Umschlaggestaltung, Werbung unter anderem für kulturelle Einrichtungen und Festivals, soziale Organisationen, Verlage und Buchhandlungen. Unter anderem entwarf er die Illustrationen der ersten 99 Titel der feministischen Ariadne-Krimis. Seit 1984 arbeitet er zudem als Maler.
Bei seinen seit 1995 jährlich stattfindenden Atelier-Vernissagen, bei denen Nawrath jeweils seine Jahresproduktion vorstellt, sprachen Schriftsteller, Kunsthistoriker, Kulturwissenschaftler, Journalisten und Pastoren – u. a. Mirko Bonné, Maike Bruhns, Ralf Busch, Wolfgang Büscher, Johann Hinrich Claussen, László F. Földényi, Sylvia Geist, Friedrich Gross, Katharina Hagena, Wolfgang Hegewald, Paul Theodor Hoffmann, Harald Kimpel, Rainer Moritz, Matthias Politycki, Hendrik Rost, Ulrich Schacht, Wolfgang Schömel, Jens Sparschuh, Burkhard Spinnen und Guntram Vesper. Über die Jahre entstand so eine Reihe von ebenso subjektiven wie kenntnisreichen Kommentaren zum Fortschreiten des Nawrath‘schen Werkes, von denen einige publiziert wurden.
Nawrath ist verheiratet und hat einen Sohn.

## Werk
Johannes Nawrath ist Vertreter einer realistischer Malerei. Seine Bilder irritieren, werfen Fragen auf und ermöglichen dadurch einen neuen Blick auf die Realität. Sein mittlerweile fast 600 Bilder umfassendes Werk widmet sich von Anfang an im weitesten Sinne der Darstellung von Landschaften und Stillleben.
Bereits während des Studiums begann Nawrath im Jahr 1977, grafisch zu arbeiten. Der ersten Arbeit, die Linolschnittmappe Brecht Porträts – Brecht Gedichte, folgten weitere Linolschnitte, Grafikmappen sowie zahlreiche Einzelblätter.
1984 begann er mit dem Malen realistischer Landschaftsbilder und Seestücke mit Plakafarbe auf Bristolkarton. Nach der Teilnahme an der Internationalen Kunstmesse „Art Hamburg“ 1990 nahm in seiner Arbeit die Malerei einen zunehmend größeren Raum ein. Die Bedeutung grafischer Arbeiten ging dagegen zurück. 1991/92 arbeitete Nawrath an seinem Zyklus Die vier Elemente. Die Darstellungen von Wasser, Erde, Luft und Feuer im Format 84 × 120 cm wurden 1992 mit dem erstmals vergebenen Deutschen Kunstpreis der Volksbanken und Raiffeisenbanken ausgezeichnet. Zwei Jahre später wechselte Nawrath Malgrund und Farbmaterial und arbeitet seitdem mit Acrylfarbe auf Leinwand. Seit 1997 malt er immer wieder auch die von ihm so genannten „Memorys“, Acrylbilder im Format 40 × 40 cm. Neben Landschaften entstehen auch Stillleben. Ab 2000 überwiegen mit Quadraten und hohen, schmalen Rechtecken Bildformate, die den Ausschnitt betonen.
2005 stiftete der Hamburger Mäzen Jan Philipp Reemtsma dem Museum für Hamburgische Geschichte Nawraths Porträt Peter Rühmkorf. Es entstand ein Jahr zuvor anlässlich Rühmkorfs 75. Geburtstags. Das Bild ist Ausdruck der langjährigen freundschaftlichen Verbindung von Autor und Maler. Schon 1986 hatte Nawrath auf Wunsch von Rühmkorf ein Porträt von ihm in Linol geschnitten.
2012 erschien für das folgende Jahr zum ersten Mal der Kalender „StadtLandSee“ mit zwölf Reproduktionen von schmalen Hochformaten im Format 21 × 60 cm. Nach sechs Ausgaben wurde die Serie 2018 im selben Format unter dem Titel „ZwölfMalZwei“ mit insgesamt 24 quadratischen Bildern pro Jahr fortgesetzt.
Anlässlich Nawraths sechzigsten Geburtstags zeigte das Sauerland-Museum in Arnsberg 2015 die Ausstellung Blaue Bilder im Blauen Haus. Mit dem Bild „Rothaargebirge, abends“ erwarb das Arnsberger Museum für seine Sammlung das achte Bild des Malers.

## Einzelausstellungen (Auswahl)
- 1993: Kunsttreppe des Hamburger Abendblattes im Hanseviertel
- 1999: Deutsche Zentralbücherei Apenrade, Dänemark
- 2001: Haus Waldfrieden, Alf/Mosel
- 2003: Kunst in der Rotunde, GEA-Center, Bochum (Doppelausstellung mit Rona Rangsch)
- 2005: Reflexe, Reflektionen, Seestücke. Ausstellung im Levantehaus Hamburg, veranstaltet von Dietrich Schaper Kunsthandel
- 2005: Landschaftsmalerei 1985–2005. Retrospektive zum 50. Geburtstag im Ernst Barlach Museum Ratzeburg
- 2008: Motive gibt es überall. Es muss sie nur einer malen. Landschaften und Seestücke. Sauerland-Museum, Arnsberg
- 2009: Italienische Sehnsuchtsorte - Bilder aus Rom, Venedig und der Toskana. Galerie im Georgshof, Alfred Toepfer Stiftung F.V.S. Hamburg
- 2013: Galerie Tobien, Husum (Doppelausstellung mit Folkert Rasch, Köln)
- 2015: Feld-, Wald und Wasserbilder. Museum im Marstall, Winsen
- 2015: Blaue Bilder im Blauen Haus. Sauerland-Museum, Arnsberg
- 2015: StadtLandSee 1995–2015. Marschtorzwinger, Buxtehude

## Ausstellungsbeteiligungen (Auswahl)
- 1990: Art Hamburg – Internationale Kunstmesse
- 1992: Kunsthalle Schirn, Frankfurt am Main, Ausstellung der Preisträger-Arbeiten des Deutschen Kunstpreises der Volksbanken und Raiffeisenbanken
- 1997: 10 Jahre Kunsttreppe des Hamburger Abendblatts, Hamburger Börse
- 2007: Cologne Fine Art, Kunsthandel Schaper
- 2010: antique & kunstmesse düsseldorf, Galerie G, Heidelberg
- 2015: Hamburg ins Gesicht geschaut – Porträts aus fünf Jahrhunderten. Museum für Hamburgische Geschichte
- 2016, 2017: Art Karlsruhe, Kunst Kompetenz Petra Kern, Heidelberg
- 2017: Die Drostei, Pinneberg, 6. Regionalschau norddeutscher und dänischer Künstler. Anschließend in Haderslev, Dänemark

## Publikationen (Auswahl)
- Nebenschauplätze. Verlag Dölling und Galitz, Hamburg 1994.
- Einsamkeit, Licht und Stille. Über Johannes Nawrath und seine Seestücke. Thomas C. Garbe, Rede zur 5. Atelier-Vernissage. Privatdruck, Hamburg 1999.
- Johannes Nawrath – Was im Licht mit den Dingen geschieht. Mit Beiträgen von Robert Gernhardt, László F. Földényi, Ulrich Schacht, Verlag Dölling und Galitz, Hamburg 2002.
- Johannes Nawrath – Landschaftsmalerei. Publikation zur Ausstellung im Ernst Barlach Museum, Ratzeburg. Mit Texten von Wolfgang Büscher, Ralf Busch, Jürgen Doppelstein, László F. Földényi, Johannes Nawrath, Matthias Politycki, Guntram Vesper. Privatdruck, Hamburg 2005.
- Das Spiel, an das wir uns alle erinnern. Spiel mit den Memory-Bildern von Johannes Nawrath. Privatdruck, Hamburg 2008,
- Aufgegebene Plätze – Verlorene Posten. Gedichte von Hellmuth Opitz, Grafiken von Johannes Nawrath. Privatdruck, Hamburg 2013.
- Vorsichtsmaßnahmen. Dreizehn Bilder von Johannes Nawrath mit Zitaten aus Artikeln des Internetlexikons Wikipedia. Privatdruck, Hamburg 2015.
- Alte Farbe. Sechs Paletten-Bilder von Johannes Nawrath – Gedichte von Mirko Bonné, Sylvia Geist, Robert Gernhardt, Hellmuth Opitz, Matthias Politycki, Ulrich Schacht. Privatdruck, Hamburg 2017.
- Stell dir vor. Oder ein Blick, länger als ein Leben – Gedichte zu Bildern von Johannes Nawrath. Hendrik Rost. Privatdruck, Hamburg 2018.
- Matthias Politycki Herzklopfen, kalter Blick, Gelassenheit. Rede zur 25. Atelier-Vernissage. Privatdruck. Hamburg 2019.
- Johannes Nawrath: Lofotenbilder. Privatdruck, Hamburg 2020.
- Johannes Nawrath: Motive gibt es überall. Es muss sie nur einer malen. Ein-, Aus- und Rückblicke. Privatdruck, Hamburg 2020.